# ماريوس لونديمو
ماريوس لونديمو (بالنرويجية البوكمول: Marius Lundemo)‏ (11 أبريل 1994 بباروم في النرويج - ) هو لاعب كرة قدم نرويجي في مركز الوسط. شارك مع منتخب النرويج تحت 17 سنة لكرة القدم ومنتخب النرويج تحت 18 سنة لكرة القدم ومنتخب النرويج تحت 19 سنة لكرة القدم ومنتخب النرويج تحت 21 سنة لكرة القدم. أما مع النوادي، فقد لعب مع نادي ليلستروم وBærum SK ‏.

## وصلات خارجية
- ماريوس لونديمو على موقع اتحاد النرويج (النرويجية)
- ماريوس لونديمو على موقع قاعدة بيانات كرة القدم.إي يو (الإنجليزية)
- ماريوس لونديمو على موقع Soccerbase.com (لاعب) (الإنجليزية)
- ماريوس لونديمو على موقع Soccerway.com (الإنجليزية)
- ماريوس لونديمو على موقع عالم كرة القدم.نت (الإنجليزية)